# Bill Everett
Bill Everett   (Cambridge, 18 de maig de 1917 - Nova York, 27 de febrer de 1973) va ser un guionista i artista de còmics conegut per la creació de Namor i la cocreació de Daredevil per l'editoral actualment coneguda com a Marvel Comics. Era descendent del poeta William Blake i de Richard Everett, fundador de Dedham, a Massachusetts.

## Inicis
William Everett va néixer el 18 de maig de 1917 a Cambridge (Massachusetts). Everett, un fabulador que filava històries fantàstiques en la seva joventut, va afirmar diverses vegades que s'havia graduat en l'institut a Arizona, o també que s'havia allistat a l'Acadèmia de la Marina Mercant dels Estats Units des dels 15 als 17 anys, entre altres contes.
Ara sabem que va néixer l'Hospital Cambridge (rebatejat com Hospital Munte Auburn el 1947) i criat a les rodalies de Watertown, amb els seus pares Robert Maxwell Everett i Elaine Grace Brown Everett, i la seva germana Elizabeth, nascuda el 1915. La seva família, amb una antiguitat de 300 anys a Nova Anglaterra, inclou al seu homònim d'Everett, Massachusetts, Edward Everett, que després de ser president de la Universitat Harvard va arribar a ser governador de Massachusetts i, el 1852, el secretari d'Estat dels Estats Units. També inclou el fill d'Edward, Congressista per Massachusetts, William Everett, i al poeta William Blake.
El seu pare va tenir un negoci exitós de transports, i quan Everett era jove la família va comprar una casa per passar l'estiu a Kennebunkport (Maine). Els dos pares donarien suport al talent artístic del seu fill, el qual es va decantar pels clàssics abans que per les novel·les pulp o les tires còmiques, incloent obres de Samuel Taylor Coleridge i Jack London. Trobaria influència artística en artistes com ara Meade Schaeffer, Dean Cornwell, i especialment en Floyd MacMillan Davis.
Amb 12 anys, el 1929, va contreure la tuberculosi, i va ser retirat de sisè curs per anar amb la seva mare i germana a Arizona per recuperar-se durant quatre mesos. Quan van tornar a Massachusetts, una nova recaiguda de la malaltia va tornar a portar-los, primer a Prescott i després a Wickenburg, a un 100 quilòmetres del primer lloc. Allà començaria el camí cap a l'alcoholisme juvenil. Van tornar a casa amb la seva mare i la seva germana a Boston, on el seu pare, evitant la Gran Depressió, havia comprat una gran casa a West Newton. El seu alcoholisme i la seva natural rebel·lia va provocar que els seus pares el canviessin d'institut als 16 anys, en el seu segon any, i l'inscrivissin a la Vesper George School of Art a Boston. La seva incapacitat per concentrar-se, el va portar a deixar l'escola el 1935 després d'un any i mig cursant-lo.
Aquest mateix any, el seu pare va morir d'una apendicitis aguda, i la seva família, encara que estaven bé on vivien, es va mudar a un apartament a Cambridge. Everett sabia que el seu pare desitjava que es convertís en un artista del dibuix, i amb la seva mort, desafortunadament no va poder veure-ho convertit en tal.

## Carrera

### Primers treballs

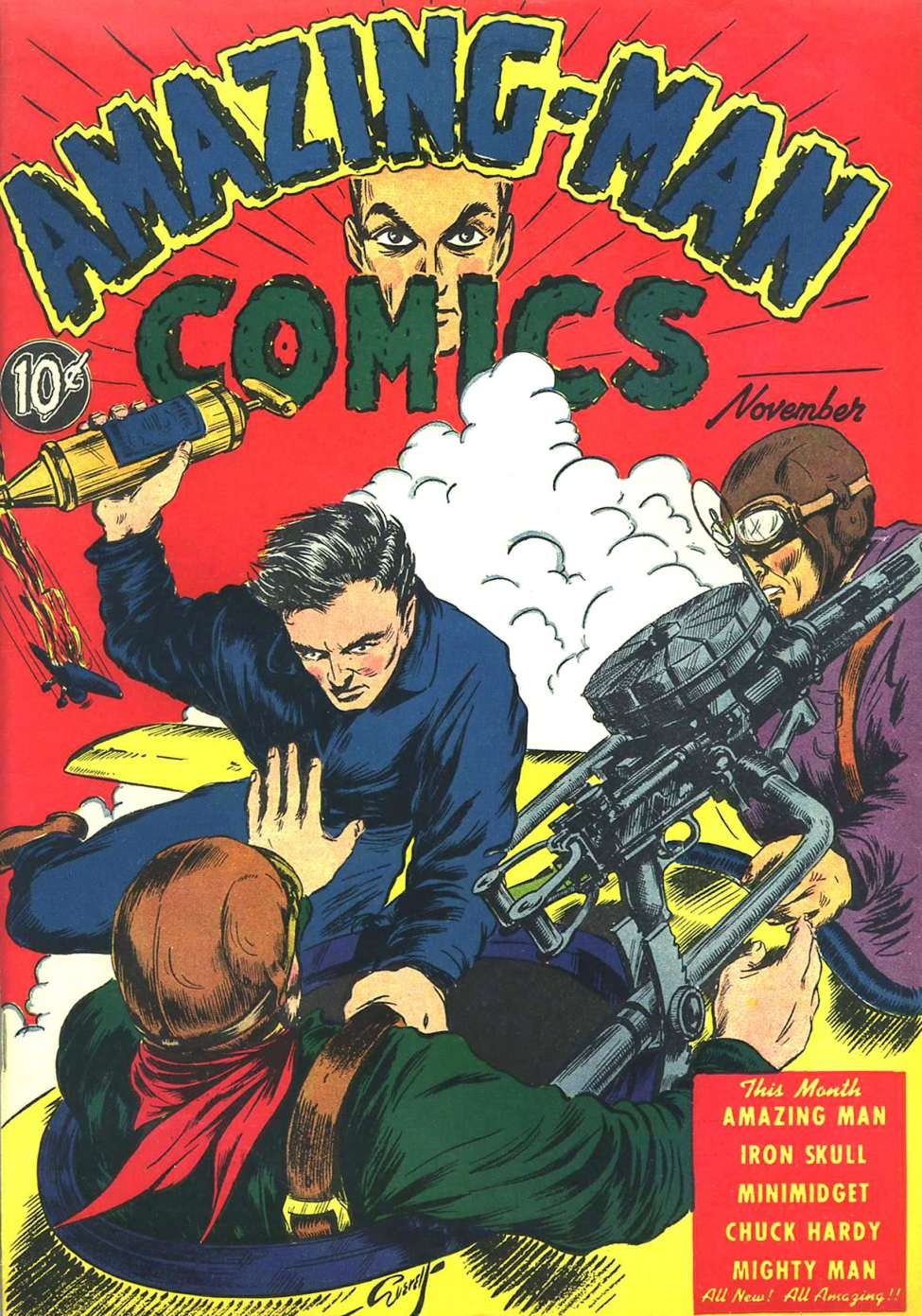
Portada d' Amazing-Man Comics #7, novembre de 1939

Everett es va convertir en un artista professional en el departament de publicitat del diari de Boston The Herald-Traveler per 12 dòlars a la setmana. Poc després, va deixar aquest treball per convertir-se en un dibuixant per a una empresa d'enginyeria civil anomenada «The Brooks System» situada a Newton. Des d'allí va continuar el seu treball a Phoenix i a Los Angeles sense èxit. Va tornar a Nova York, on va tornar a formar part del departament de publicitat d'un diari, concretament pel New York Herald Tribune. A continuació es va convertir en editor d'art per Ràdio News magazine, de Teck Publications, i després seria l'assistent d'art del director Herm Bollin a Chicago (Illinois).
Acomiadat per ser, com Everett va descriure, «massa arrogant», va tornar a Nova York on va buscar ocupació com a director d'art. Amb poca sort i desesperat per trobar feina, va anar a veure al seu antic col·lega de Teck, Walter Hölze, que estava treballant en el nou camp dels còmics. Com Everett va recordar en els anys 60, «Ell em va preguntar si feia còmics, i vaig dir 'Sí, és clar!' En aquest punt estava passant gana. No estava interessat en el negoci dels còmics, tan sols havia sentit sobre aquest món».
Treballant per lliure per Centaur Publications, Everett «vaig vendre la meva primera pàgina per 2 dòlars, escrivint, dibuixant, entintant, i tot ho vaig fer jo. 'Skyrocket Steele' va ser la meva primera tira còmica». Ràpidament va començar a guanyar 10 dòlars i després 14 dòlars per pàgina, una més que respectable suma a la fi dels anys 30 prop de l'inici del període que els historiares i els aficionats anomenen l'Edat Daurada dels còmics. Everett va ajudar a crear el superheroi Amazing-Man a Centaur, treballant amb la companyia del director d'art Lloyd Jacquet, i va dibuixar els primers cinc números.

Everett i altres creadors van seguir a Jacquet a la seva nova companyia Funnies, Inc., una de les primeres empreses de subcontracta que van començar a crear còmics a demanda dels editors. Everett va recordar: 
| « | Vaig deixar Centaur amb LLoyd Jacquet i un altre amiguet que es deia Max; no puc recordar el seu cognom. Lloyd ... tenia l'obstinació de començar el seu propi servei artístic -començar amb una petita empresa per proveir de treball artístic i material editable per als editors- ... Em va preguntar si volia unir-me a ell. També li va preguntar a Carl Burgos. Així que érem el nucli inicial. No sé com explicar-ho, pero encara estava treballat de forma freelance. Aquell era l'acord que teníem. Els artistes, incluent-me, a Funnies, treballaven de forma freelance. | » |

La seva funció a Funnies Inc. era la de director artístic assistent. Assignava material als altres artistes, l'acceptava d'aquests i editava.

### Sub-Mariner
A Funnies, Inc., Everett va crear a Sub-Mariner per a un projecte que no va arribar a quallar, Motion Picture Funnies Weekly # 1, un còmic promocional per ser lliurat als cinemes. Quan els plans van canviar, Everett va usar aquest personatge per al primer client de Funnies, Inc, un editor de magazine pulp anomenat Martin Goodman.
La història original de vuit pàgines es va ampliar amb quatre pàgines més per Marvel Comics #1 (Oct. 1939), la primera publicació del que Goodman anomenaria Timely Comics, el precursor dels anys 40 de Marvel Comics. La sèrie va canviar el títol a partir del segon número per Marvel Mystery Comics, amb històries de l'antiheroi d'Everett, que es va convertir en un èxit sobtat, portant al personatge a situar-lo entre els tres més populars, juntament amb la creació de Carl Burgos, l'androide superheroi la Torxa Humana (coneguda com a Torxa Humana original a partir de la creació dels Quatre Fantàstics a 1961) i la creació de Jack Kirby i Joe Simon el Capità Amèrica.
Everett va introduir a personatges secundaris, tal com la policia novaiorquesa Betty Dean, una companya, ocasionalment enamorada de Namor i, als anys cincuanta la cosina de Namor, Namora.
Everett va dibuixar al seu personatge estrella a Sub-Mariner Comics, publicat al principi trimestralment, després entre tres i cinc vegades a l'any i finalment bimensualment, publicant 32 números entre la tardor de 1941 i juny de 1949.
Everett va ser cridat pel Exèrcit dels Estats Units per servir a la Segona Guerra Mundial començant el seu servei militar al febrer de 1942. Va anar a l'escola d'oficials a Fort Belvoir. Durant la seva estada hi va conèixer a Gwenn Randall, que treballava per al departament d'artilleria de l'Pentàgon. Es van casar el 1944, quan Everett va tornar d'Europa després de deixar el grup amb el qual va estar batallant, i van tenir el seu primer fill, una nena, que va néixer una mica abans que fos embarcat en una operació a les Filipines per lluitar a la zona del pacífic amb el grup de l'armada que allí estava; va tornar a casa al febrer de 1946.
Amb els diners que havia heretat d'un besoncle, Everett es va prendre un temps per a ell mateix i va viatjar per Fairbury i Nebraska, abans de tornar a casa amb la família. «En aquest moment va ser quan vaig renovar la meva associació amb Martin Goodman, treballant per correu com abans, de freelance, reprenent Sub-Mariner on ho vaig deixar quatre anys abans». El seu primer treball després de la guerra va ser una història de 12 pàgines totalment escrita i dibuixada per ell mateix que es anomenar «Sub-Mariner vs. Green-Out» a Sub-Mariner Comics # 21 (tardor de 1946); la portada tercera història que apareix en aquest número, va ser dibuixada per Syd Shores. Everett va començar molt aviat a crear les històries de Sub-Mariner amb una cadència regular a més d'altres històries per a les revistes Human Torch Comics, Marvel Mystery Comics i fins i tot Blonde Phantom Comics.
També va dibuixar tres números de la sèrie derivada de Namor, Namora (agost-desembre de 1948) en la que va debutar aquesta.
Everett també va començar a signar amb pseudònim amb els noms de Willie Bee i Bill Roman.

### Atlas Comics
Fins aquell moment Timely era la Marvel dels anys 50, però a partir d'aquesta època es convertiria en Atlas Comics. Com la majoria dels personatges de l'era postbèl·lica, a Namor també li va tocar que la seva popularitat descenciera, i el seu títol va ser cancel·lat a 1949. Però, després de cinc anys d'interrupció, va tornar breument amb el Capità Amèrica i la Torxa Humana original a Young Men #24 (desembre de 1953) durant un intent d'Atlas de reviure als superherois. Everett va dibuixar a Sub-Mariner fins Young Men #28 (juny de 1954) i durant Sub-Mariner Comics # 33-42 (abril de 1954-octubre de 1955). La seva publicació va durar més que la dels altres personatges. Durant aquest temps, Namora va tenir la seva pròpia col·lecció.
Everett també va dibuixar les característiques de Venus i Marvel Boy, de la mateixa manera que un gran nombre d'històries antològiques d'horror i fantasia. Un relat anomenat «Zombie!», escrit pel editor Stan Lee i publicat a Menace #5, on va introduir per primera vegada al personatge de Simon Garth, el Zombie que als anys 70 va protagonitzar les història principals de la publicació d'horror en blanc i negre Tales of the Zombie.

### Marvel Comics
Amb l'escriptor i editor Stan Lee, Everett va crear el superheroi Daredevil, que va debutar en Daredevil # 1 (abril de 1964). Tot i que només va ser acreditat com dibuixant, Everett va tenir una participació destacada en la construcció de la història, fins al punt que se li atribueix la cegesa del personatge perquè la seva pròpia filla va ser declarada legalment cega. Joe Quesada, que era el director en cap a l'any 2000, va fer notar que quan Everett va lliurar el seu primer número a llapis ho va fer extremadament tard, i Sol Brodsky i Steve Ditko van entintar «un munt de fons i figures secundàries volant i, precipitadament, van ajuntar la portada i la pàgina introductòria (splage page) d'un concepte desenvolupat per Kirby ».

En una entrevista realitzada pel guionista, director i company accidental d'habitació d'Everett Roy Thomas, Everett va recordar que «allà per 1969 o el 1970», un comentari sobre la creació de Daredevil cinc anys abans: 
| « | Havia d'haver trucat a Stan, haver tingut algun contacte amb ell, no sé per què. Ho vaig intentar per telèfon. Sabia que tenia aquesta idea per Daredevil ell va pensar té una idea ... Amb les trucades de llarga distància, no sabia si estava fent el correcte, així que em vaig dir, 'Està bé, ho faré aquest cap de setmana o alguna cosa .... Em prendré el dia lliure [de la seva feina com director d'art a Eton Paper Corporation a Massachusetts] i aniré a Nova York '... vaig fer un sol número, però vaig trobar que no podia fer-ho i ocupar-me de la meva feina, perquè treballava de gerent; no pagaven hores extres però jo tenia tan sols un salari anual, així que no disposava del meu temps. Jo estava entre 14 i 15 hores al dia a la planta i després anava a casa i intentava fer còmics a la nit però no donava per a molt. I no podia complir amb les dates de lliurament -era incapaç de cumplir-les- així que vaig fer només un número i no en vaig fer cap més. | » |

 Dos anys més tard, però, Everett va començar a dibuixar una altra vegada per a Marvel, primer va ser ocupant-se de Hulk, a Tales to Astonish, inicialment sobre esbossos de Kirby, i també es va ocupar del Doctor Strange a Strange Tales, on va substituir Ditko. Els lectors dels anys 60 de l'Edat de plata dels còmics també van conèixer la seva edat d'or, algunes històries de la qual van ser reimpreses per primera vegada al llibre The Great Comic Book Heroes per Jules Feiffer (Dial Press, 1965), i més tard als còmics Fantasy Masterpieces, Marvel Super-Heroes i Marvel Tales.
Everett fins i tot va tornar a les seves antigues creacions, primer entintant a Namor a Tales to Astonish #85-86, després prenent tota la part artística de les històries del personatge (que compartia la sèrie amb Hulk) als números #87-91 i # 94 i, realitzant el dibuix a llapis dels números #95-96. Més endavant va fer tota la feina pels números #50-55 i 57 (juny de 1972-novembre de 1972; gener de 1973) de Sub-Mariner, amb l'assistent de guió Mike Friedrich en dos números; i # 58 (Febrer 1973), coescrit amb Steve Gerber i dibuixat conjuntament amb Sam Kweskin mentre la seva salut començava a deteriorar-se. Va coescriure i entintar Sub-Mariner #59 (març de 1973), va fer els esbossos del #60 (abril de 1973), i va coescriure, codibuixar amb el seu company de l'època daurada Win Mortimer, i coentintar el # 61 (maig de 1973). Com l'editor Roy Thomas va explicar en una de les cartes d'aquest còmic: «Sens dubte heu notat des de les tres primeres pàgines d'aquest número, Everett ha tornat ... i millor que mai! I no només això, amb les tres pàgines acabades, va caure malalt. I, lamento dir-ho, és la classe de malaltia que et manté lluny de Sub-Mariner (o una altra edició) durant un mes o dos».
Tot i l'optimisme de Thomas, aquest seria l'últim treball d'Everett a la sèrie. L'esforç final amb el personatge que ell va crear van ser cinc pàgines de llapis (entintat per company de l'època daurada Fred Kida) que van aparèixer pòstumament a Super-Villain Team-Up #1 (agost de 1975).
Gene Colan va dir que Everett havia estat la primera elecció per dibuixar la sèrie d'horror Tomb of Dracula, la qual va ser premiada el 1972 i per la qual Colan va aconseguir un gran èxit.

## Mort
Everett va morir a Nova York, Estats Units, el 1973.

## Obra

### Timely/ Atlas/ Marvel

#### Escriptor
- All Winners Comics (I) 1, 3 - 4
- Astonishing 3 - 5, 47
- Chamber of Chills 21
- Chamber of Darkness 8
- Comedy Comics (I) 9
- Daring Mystery Comics 7 - 8
- Hero for Hire 15
- Human Torch Comics 2 - 5, 5A, 6, 28, 30, 37 - 38
- The Incredible Hulk vol.2 105
- Iron Man 54
- Kid Colt Outlaw 138
- Marvel Boy 2
- Marvel Comics 1
- Marvel Mystery Comics 2 - 31, 84, 86, 90 - 91
- Marvel Spotlight 2
- Namora 1 - 3
- The Rawhide Kid 66, 88
- Sgt. Fury and his Howling Commandos 79
- Sub-Mariner (I) 50, 53 - 54, 58 - 60, 63
- Sub-Mariner Comics 1 - 2, 21 - 24, 26 - 30, 32 - 42
- Two-Gun Kid 82, 91
- Venus 13 - 19
- Young Men 24 - 25

#### Dibuixant
- Adventure into Mystery 5
- Adventures into Weird Worlds 4-5, 10, 25
- All-Winners Comics 1, 3-6
- Amazing Detective Cases 13
- Amazing Man Comics #5-11
- Amazing Mystery Funnies 2-3, 7, 9, 11
- Astonishing 3-6, 10, 12, 37, 47-48, 58
- Battle 36, 50, 70
- Battle Action 7
- Battlefield 8
- Battlefront 44
- Best Love 35-36
- Bible Tales for Young Folk 2
- Blonde Phantom Comics 17
- Combat Casey 6
- Comedy Comics 9
- Crazy 1-4
- Creatures on the Loose 16
- Crypt of Shadows (I) 6, 14
- Curse of the Weird 1, 4
- Daredevil 1
- Daring Mystery Comics 7 - 8
- Fear 9
- Girl Confessions 13, 17-18
- Girl Romances 3
- Homer, the Happy Ghost 17
- Human Torch Comics 2 - 5, 5A, 6, 28, 30, 37 - 38
- Iron Man 54
- Journey into Mystery 20, 48
- Journey into Unknown Worlds 2, 11, 14, 41, 55 - 56
- Kid Colt Outlaw 90
- Love Adventures 9
- Love Romances 15
- Love Tales 50 - 51, 69
- Lovers 41
- Marvel Boy 2
- Marvel Comics 1
- Marvel Mystery Comics 2 - 31, 84 - 86, 90 - 91
- Marvin Mouse 1
- Menace 1 - 6, 9
- Men's Adventures 10, 14, 22, 25, 28
- My Own Romance 10, 25
- Mystery Tales 2, 29, 33, 35
- Mystic 8 - 9, 17, 40, 44, 57
- Namora 1 - 3
- Navy Combat 3, 20
- Nellie the Nurse vol.2 1
- Not Brand Echh 1
- The Rawhide Kid 65 - 66, 88
- Riot 4, 6
- Romance Tales 8
- Secret Story Romances 1
- Strange Tales 147 - 152
- Sub-Mariner 48, 50 - 55, 57 - 58, 61
- Sub-Mariner Comics 1 - 2, 4-5, 21 - 24, 26 - 30, 32 - 42
- Super-Villain Team-Up 1
- Suspense 3, 5, 19, 23, 28
- Tales of Suspense 8
- Tales to Astonish 83-84, 87-91, 94-96
- Tex Taylor 7
- True Secrets 6, 22
- True Tales of Love 25
- Two-Gun Kid 82, 91, 97
- Uncanny Tales 2, 12, 32
- Venus 13 - 19
- Western Outlaws 9-10
- Wild 1 - 3
- Young Men 18 - 20, 24 - 25
- Young Men on the Battlefield 18

#### Entintador
- Adventure into Mystery 5
- Adventures into Weird Worlds 5
- All-Winners Comics 1, 3-4
- Amazing Adventures 3-5, 7-9
- Amazing Detective Cases 13
- Amazing Man Comics #5-11
- Amazing Mystery Funnies 2-3, 7, 9, 11
- Astonishing 3-6, 10, 12, 37, 47-48, 58
- Astonishing Tales 6
- Battle 36, 50, 70
- Battle Action 7
- Battlefield 8
- Battlefront 44
- Best Love 35-36
- Bible Tales for Young Folk 2
- Blonde Phantom Comics 17
- Captain America 136-137
- Cat 3
- Chamber of Chills 3
- Chamber of Darkness 8
- Combat Casey 6
- Comedy Comics 9
- Crazy 1-4
- Creatures on the Loose 16
- Daredevil 35, 85
- Daring Mystery Comics 7 - 8
- Fear 9-10
- Girl Confessions 13, 17-18
- Girl Romances 3
- Homer, the Happy Ghost 17
- Human Torch Comics 2-5, 5A, 6, 28, 30, 37-38
- Iron Man 54
- Journey into Mystery 20, 48
- Journey into Unknown Worlds 2, 11, 14, 41, 55-56
- Kid Colt Outlaw 90, 137
- Love Adventures 9
- Love Romances 15
- Love Tales 50 - 51, 69
- Lovers 41
- Marvel Boy 2
- Marvel Comics 1
- Marvel Feature 1, 3
- Marvel Mystery Comics 2 - 31, 84-86, 90-91
- Marvel Romance Redux: Guys and Dolls 1
- Marvel Super-Heroes 14
- Marvin Mouse 1
- Menace 1 - 6, 9
- Men's Adventures 10, 14, 22, 25, 28
- My Love 13, 15-16
- My Own Romance 10, 25
- Mystery Tales 2, 29, 33, 35
- Mystic 8 - 9, 17, 40, 44, 57
- Namora 1 - 3
- Navy Combat 3, 20
- Nellie the Nurse vol.2 1
- Not Brand Echh 1
- The Rawhide Kid 54, 65-66, 88
- Riot 4, 6
- Romance Tales 8
- Secret Story Romances 1
- Spectacular Spider-Man (Magazine) 1
- Strange Tales 147-152, 164
- Sub-Mariner 48, 50-55, 57-58, 61
- Sub-Mariner Comics 1-2, 22-24, 26-30, 32-42
- Suspense 3, 5, 19, 23, 28
- Tales of Suspense 8
- Tales to Astonish 78-90, 94-96
- Tex Taylor 7
- The Mighty Thor 143, 170-175
- True Secrets 6, 22
- True Tales of Love 25
- Two-Gun Kid 82, 91, 97
- Uncanny Tales 2, 12, 32
- Venus 13 - 19
- War Comics 17
- Western Outlaws 9-10
- Wild 1 - 3
- Young Men 18 - 20, 24 - 25
- Young Men on the Battlefield 18

### Altres

#### Escriptor
- Amazing Man Comics 5-6 (Centaur)
- Amazing Mystery Funnies 2-3, 11, 17 (Centaur)

#### Dibuixant i entintador
- Amazing Man Comics 5-11 (Centaur)
- Amazing Mystery Funnies 2-3, 11, 17 (Centaur)
- All American Men of War 77 (D.C.)